# Liste der Rugby-Union-Länderspiele zwischen Argentinien und Südafrika
Die Liste der Rugby-Union-Länderspiele zwischen Argentinien und Südafrika umfasst alle Pflicht- und Freundschaftsspiele (Test Matches) zwischen den Rugby-Union-Nationalmannschaften von Argentinien (Pumas) und Südafrika (Springboks).
Das erste Länderspiel zwischen Argentinien und Südafrika fand am 6. November 1993 in Buenos Aires statt. Vor Beginn der professionellen Ära fanden vier Spiele statt, die alle von Südafrika gewonnen wurden. Seit Beginn der professionellen Ära fanden 34 Spiele statt, von denen vier von Argentinien und 29 von Südafrika gewonnen wurden.

## Übersicht der Spiele
| Nr.  | Datum         | Austragungsort            | Ergebnis | Sieger        | Anlass                                                         |
| ---- | ------------- | ------------------------- | -------- | ------------- | -------------------------------------------------------------- |
| 01.  | 6. Nov. 1993  | Buenos Aires (ARG)        | 26:29    | Südafrika     | Tour von Südafrika nach Argentinien                            |
| 02.  | 13. Nov. 1993 | Buenos Aires (ARG)        | 23:52    | Südafrika     | Tour von Südafrika nach Argentinien                            |
| 03.  | 8. Okt. 1994  | Port Elizabeth (RSA)      | 42:22    | Südafrika     | Tour von Argentinien nach Südafrika                            |
| 04.  | 15. Okt. 1994 | Johannesburg (RSA)        | 46:26    | Südafrika     | Tour von Argentinien nach Südafrika                            |
| 05.  | 9. Nov. 1996  | Buenos Aires (ARG)        | 15:46    | Südafrika     | Tour von Südafrika nach Argentinien und Europa                 |
| 06.  | 16. Nov. 1996 | Buenos Aires (ARG)        | 21:44    | Südafrika     | Tour von Südafrika nach Argentinien und Europa                 |
| 07.  | 12. Nov. 2000 | Buenos Aires (ARG)        | 33:37    | Südafrika     | Tour von Südafrika nach Argentinien, Großbritannien und Irland |
| 08.  | 29. Juli 2002 | Springs (RSA)             | 49:29    | Südafrika     | Test Match                                                     |
| 09.  | 28. Juli 2003 | Port Elizabeth (RSA)      | 26:25    | Südafrika     | Test Match                                                     |
| 010. | 4. Dez. 2004  | Buenos Aires (ARG)        | 7:39     | Südafrika     | End-of-year Internationals 2004                                |
| 011. | 5. Nov. 2005  | Buenos Aires (ARG)        | 23:34    | Südafrika     | End-of-year Internationals 2005                                |
| 012. | 14. Okt. 2007 | Saint-Denis (FRA)         | 13:37    | Südafrika     | Halbfinale der Rugby-Union-Weltmeisterschaft 2007              |
| 013. | 9. Aug. 2008  | Johannesburg (RSA)        | 63:9     | Südafrika     | Mid-year Internationals 2008                                   |
| 014. | 18. Aug. 2012 | Kapstadt (RSA)            | 27:6     | Südafrika     | The Rugby Championship 2012                                    |
| 015. | 25. Aug. 2012 | Mendoza (ARG)             | 16:16    | Unentschieden | The Rugby Championship 2012                                    |
| 016. | 17. Aug. 2013 | Johannesburg (RSA)        | 73:13    | Südafrika     | The Rugby Championship 2013                                    |
| 017. | 24. Aug. 2013 | Mendoza (ARG)             | 17:22    | Südafrika     | The Rugby Championship 2013                                    |
| 018. | 16. Aug. 2014 | Pretoria (RSA)            | 13:6     | Südafrika     | The Rugby Championship 2014                                    |
| 019. | 23. Aug. 2014 | Salta (ARG)               | 31:33    | Südafrika     | The Rugby Championship 2014                                    |
| 020. | 8. Aug. 2015  | Durban (RSA)              | 25:37    | Argentinien   | The Rugby Championship 2015                                    |
| 021. | 15. Aug. 2015 | Buenos Aires (ARG)        | 12:26    | Südafrika     | Aufwärmspiel für die Rugby-Union-Weltmeisterschaft 2015        |
| 022. | 30. Okt. 2015 | London (ENG)              | 13:24    | Südafrika     | Spiel um den 3. Platz der Rugby-Union-Weltmeisterschaft 2015   |
| 023. | 20. Aug. 2016 | Mbombela (RSA)            | 30:23    | Südafrika     | The Rugby Championship 2016                                    |
| 024. | 27. Aug. 2016 | Salta (ARG)               | 26:24    | Argentinien   | The Rugby Championship 2016                                    |
| 025. | 19. Aug. 2017 | Port Elizabeth (RSA)      | 37:15    | Südafrika     | The Rugby Championship 2017                                    |
| 026. | 26. Aug. 2017 | Salta (ARG)               | 23:41    | Südafrika     | The Rugby Championship 2017                                    |
| 027. | 18. Aug. 2018 | Durban (RSA)              | 34:21    | Südafrika     | The Rugby Championship 2018                                    |
| 028. | 25. Aug. 2018 | Mendoza (ARG)             | 32:19    | Argentinien   | The Rugby Championship 2018                                    |
| 029. | 10. Aug. 2019 | Salta (ARG)               | 13:46    | Südafrika     | The Rugby Championship 2019                                    |
| 030. | 17. Aug. 2019 | Pretoria (RSA)            | 24:18    | Südafrika     | Aufwärmspiel für die Rugby-Union-Weltmeisterschaft 2019        |
| 031. | 14. Aug. 2021 | Port Elizabeth (RSA)      | 32:12    | Südafrika     | The Rugby Championship 2021                                    |
| 032. | 21. Aug. 2021 | Port Elizabeth (RSA)      | 10:29    | Südafrika     | The Rugby Championship 2021                                    |
| 033. | 17. Sep. 2022 | Buenos Aires (ARG)        | 20:36    | Südafrika     | The Rugby Championship 2022                                    |
| 034. | 21. Sep. 2022 | Durban (RSA)              | 38:21    | Südafrika     | The Rugby Championship 2022                                    |
| 035. | 29. Juli 2023 | Johannesburg (RSA)        | 22:21    | Südafrika     | The Rugby Championship 2023                                    |
| 036. | 5. Aug. 2023  | Buenos Aires (ARG)        | 13:24    | Südafrika     | Aufwärmspiel für die Rugby-Union-Weltmeisterschaft 2023        |
| 037. | 21. Sep. 2024 | Santiago del Estero (ARG) | 29:28    | Argentinien   | The Rugby Championship 2024                                    |
| 038. | 28. Sep. 2024 | Mbombela (RSA)            | 48:7     | Südafrika     | The Rugby Championship 2024                                    |

## Spielbilanz
|                       | Spiele | Siege Argentinien | Unentschieden | Siege Südafrika | Punkte Argentinien | Punkte Südafrika |
| --------------------- | ------ | ----------------- | ------------- | --------------- | ------------------ | ---------------- |
| Spiele in Argentinien | 18     | 3                 | 1             | 14              | 379                | 597              |
| Spiele in Südafrika   | 18     | 1                 | 0             | 17              | 322                | 657              |
| Sonstige              | 2      | 0                 | 0             | 2               | 26                 | 61               |
| Gesamt                | 38     | 4                 | 1             | 33              | 727                | 1315             |